# USS Seahorse (SS-304)
Za druga plovila z istim imenom glejte USS Seahorse.
USS Seahorse (SS-304) je bila jurišna podmornica razreda balao v sestavi Vojne mornarice Združenih držav Amerike.